# Haithem Mahmoud
Haithem Ahmed Fahmi Mahmoud (in arabo هيثم محمود أحمد محمود فهمي‎?; Alessandria d'Egitto, 23 settembre 1991) è un lottatore egiziano, specializzato nella lotta greco-romana e in quella libera.

## Biografia
Ha vinto la medaglia d'oro ai Giochi panafricani di Rabat 2019 ed è stato per 6 volte campione d'africa. 
Ai Giochi del Mediterraneo di Mersin 2013 ha conquistato la medaglia d'oro nei -55 kg, superando il turco  Fatih Üçüncü nell'incontro decisivo per il titolo.
Ha rappresentato l'Egitto ai Giochi olimpici estivi di Rio de Janeiro 2016, classificandosi dodicesimo nella categoria fino a 59 kg.
Ai Giochi del Mediterraneo di Tarragona 2018 si è aggiudicato l'oro, sconfiggendo il turco Elçin Ali nella finale dei -60 kg. 
Ha fatto la sua seconda apparizione olimpica a Tokyo 2020, dove è stato eliminato agli ottavi dal rappresentante di ROC Sergej Emelin nel torneo dei -60 kg.
Ai Giochi del Mediterraneo di Orano 2022 è stato estromesso dal tabellone principale del torneo dei -60 kg dal turco Kerem Kamal, poi risultato vincipre del torneo; nella finale per il bronzo, ha sconfitto il croato Ivan Lizatović ai punti.
Ai mondiali di Belgrado 2023 è stato eliminato dall'uzbeko Islomjon Bakhromov per superiorità tecnica ai sedicesimi.

## Palmarès
- Giochi panafricani

Brazzaville 2015: argento nella lotta libera -65 kg.; bronzo nella lotta greco-romana -66 kg.
Rabat 2019: oro nella lotta greco-romana -60 kg.
- Campionati africani

Il Cairo 2012: oro nella lotta greco-romana -55 kg.
Tunisi 2014: oro nella lotta greco-romana -59 kg.
Alessandria d'Egitto 2015: oro nella lotta greco-romana -59 kg.
Hammamet 2019: oro nella lotta greco-romana -63 kg.
Algeri 2020: oro nella lotta greco-romana -60 kg.
Hammamet 2023: oro nella lotta greco-romana -60 kg.
- Giochi del Mediterraneo

Mersin 2013: oro nella lotta greco-romana -55 kg.
Tarragona 2018: oro nella lotta greco-romana -60 kg.
Orano 2022: bronzo nella lotta greco-romana -60 kg.
- Giochi mondiali militari

Mungyeong 2015: argento nella lotta greco-romana -59 kg.
- Campionati mondiali militari

Fort Dix 2014: oro nella lotta greco-romana -59 kg.
- Campionati arabi

Sharm el-Sheikh 2014: oro nella lotta greco-romana -59 kg.
Sharm el-Sheikh 2018: oro nella lotta greco-romana -60 kg.
Il Cairo 2019: oro nella lotta greco-romana -63 kg.